# Gonolobus chiriquensis
Gonolobus chiriquensis är en oleanderväxtart som först beskrevs av R. E. Woodson, och fick sitt nu gällande namn av R. E.Woodson. Gonolobus chiriquensis ingår i släktet Gonolobus och familjen oleanderväxter. Inga underarter finns listade i Catalogue of Life.